# Cheile Zărneștilor
Cheile Zărneștilor (monument al naturii) alcătuiesc o arie protejată de interes național ce corespunde categoriei a III-a IUCN (rezervație naturală de tip geologic) situată în județul Brașov, pe teritoriul administrativ al comunei Moieciu.

## Localizare
Aria naturală se află în extremitatea sudică a județului Brașov (aproape de limita teritorială cu județul Argeș), pe teritoriul vestic al satului Măgura, în imediata apropiere a drumului județean (DJ112G) care leagă orașul Zărnești de localitatea Peștera

## Descriere
Rezervația naturală cu o suprafață de 109,80 ha, a fost declarată arie protejată prin Legea Nr.5 din 6 martie 2000, publicată în Monitorul Oficial al României, Nr.152 din 12 aprilie 2000 (privind aprobarea Planului de amenajare a teritoriului național - Secțiunea a III-a - zone protejate) și este inclusă în Parcul Național Piatra Craiului. 
Aria protejată (cunoscută și sub denumirea de Prăpăstiile Zărneștilor) reprezintă o zonă naturală (de interes geologic, floristic, faunistic și peisagistic) cu formațiuni de tip chei (cu versanți împăduriți și multă vegetație) străbătute de valea râului Mare, care în unele locuri dispare în calcarele trecătorii, ca apoi să apară din nou la ieșirea din chei.